# Franciszek Juszczak

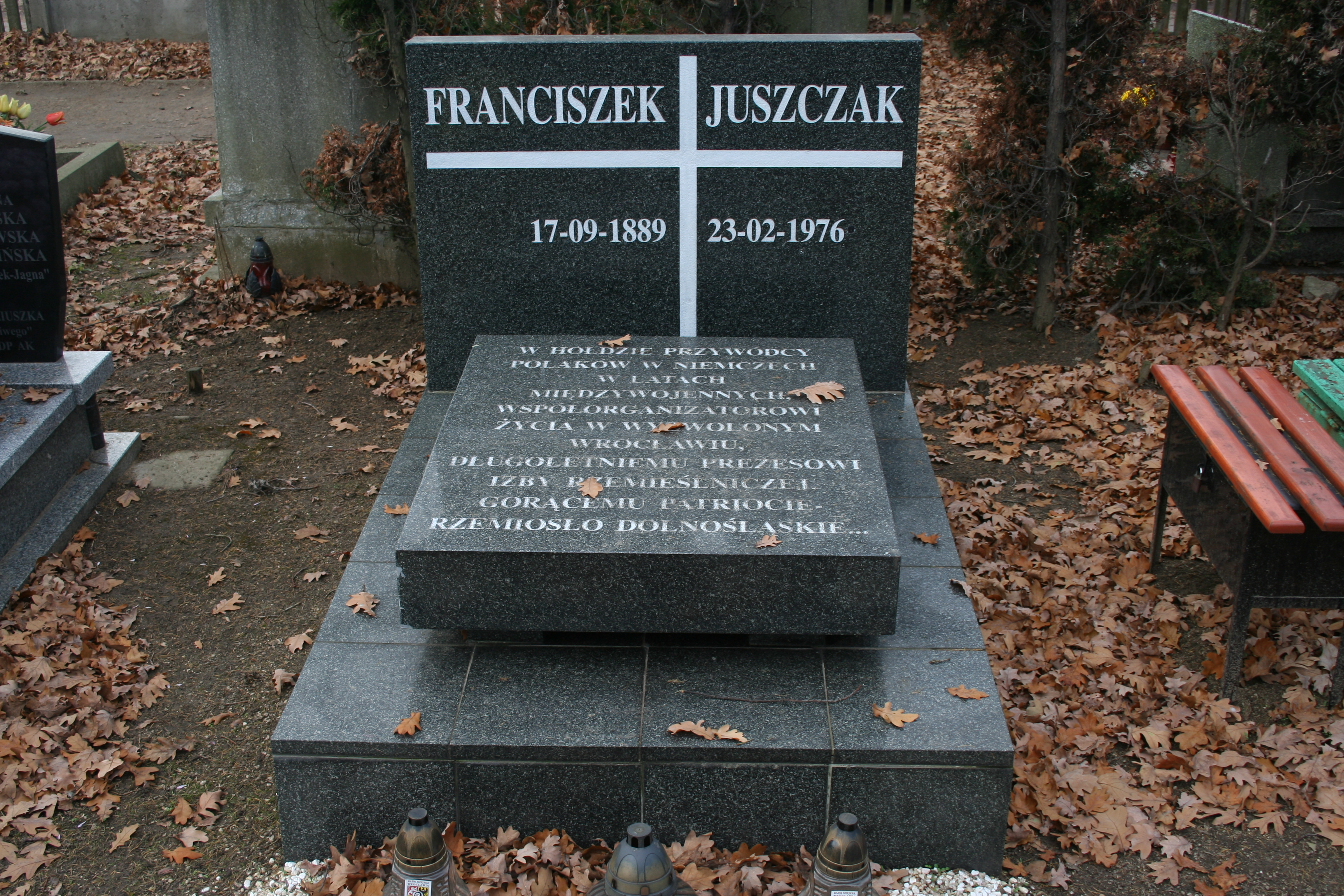
Grób Franciszka Juszczaka na Cmentarzu Osobowickim we Wrocławiu

Franciszek Juszczak (17 września 1889 w Baranowie, zm. 23 lutego 1976 we Wrocławiu) – działacz polonijny związany z Wrocławiem i Dolnym Śląskiem, w latach 1922–1939 kierownik wrocławskiego oddziału Związku Polaków w Niemczech. 

## Życiorys
Urodził się we wsi Baranów koło Kępna. W swojej rodzinnej miejscowości ukończył ośmioletnią szkołę elementarną. Trudna sytuacja materialna nie pozwoliła mu na dalszą naukę, dlatego zaczął uczyć się zawodu. Początkowo był praktykantem w urzędzie mierniczym w Kępnie, później przeniósł się do Gostynia, gdzie u swojego kuzyna terminował w zakładzie krawieckim. W tym czasie związał się z kilkoma organizacjami społecznymi i patriotycznymi, m.in. z Towarzystwem Gimnastycznym „Sokół”. W lipcu roku 1910 brał udział w obchodach pięćsetnej rocznicy bitwy pod Grunwaldem, odbywających się w Krakowie. W latach 1910–1912 odbył obowiązkową służbę wojskową w niemieckiej armii. Po opuszczeniu wojska wrócił do pracy w zakładzie krawieckim i nadal działał w organizacjach skupiających Polaków w zaborze pruskim, jednakże z chwilą wybuchu I wojny światowej został zmobilizowany i wysłany na front wschodni. W czasie jednej z bitew stoczonych na początku roku 1915 na Lubelszczyźnie został ranny, wskutek odniesionych obrażeń stracił nogę. Po krótkim pobycie w szpitalu polowym w okolicach Zamościa, na dalsze leczenie i rekonwalescencję odesłano go do Wrocławia. Z miastem tym związał się już na zawsze. 
Gdy I wojna światowa się skończyła, większość Polaków mieszkających w tym czasie we Wrocławiu zdecydowała się na wyjazd do Polski, Juszczak zdecydował się jednak pozostać w tym mieście i kontynuować pracę w swoim zawodzie.
W roku 1922, po uzyskaniu tytułu mistrzowskiego, otworzył własny zakład krawiecki przy Neudorfstraße - dzisiejszej ulicy Komandorskiej pod numerem 37. W tym samym roku gdy powstał Związek Polaków w Niemczech, Franciszek Juszczak został mianowany mężem zaufanie tej organizacji na obszar Dolnego Śląska, następnie powierzono mu funkcję prezesa oddziału dolnośląskiego związku.
W okresie międzywojennym był aktywnym organizatorem życia kulturalnego Polaków we Wrocławiu. Między innymi dzięki jego staraniom otwarto w roku 1924 we Wrocławiu konsulat Polski. Współtworzył także i brał udział w pracach kilku organizacji społecznych i kulturalnych zrzeszających Polaków: Towarzystwo Śpiewu „Harmonia”, Wrocławską Drużynę Harcerską im. Bolesława Chrobrego, Szkółkę Polską i kilka innych. Franciszek Juszczak pomimo swojego kalectwa organizował także dla polskich dzieci ćwiczenia gimnastyczne i kursy nauki polskich tańców ludowych. Starając się uatrakcyjnić codzienne życie wrocławskim Polakom organizował także różne imprezy takie jak np. koncert Jana Kiepury albo towarzyski mecz piłkarski miejscowej drużyny Breslauer Sportfreunde 02 z Pogonią Lwów.
W roku 1938, w dniu 6 marca, brał udział w odbywającym się w Berlinie kongresie Związku Polaków w Niemczech, został tam odznaczony odznaką Wiary i Wytrwania. Wiosną roku 1939 w obawie przed aresztowaniem przez niemiecka policję zaczął się ukrywać, pod pretekstem leczenia wyjechał do jednego z uzdrowisk w górach Harz, zmieniając później miejsca pobytu. Został aresztowany 2 września 1939 roku w Dusznikach, następnie przewieziony do Wrocławia, jednak po krótkim czasie zwolniony. Do końca wojny prowadził swój zakład krawiecki przy ulicy Komandorskiej, który w czasie oblężenia Wrocławia w roku 1945 został całkowicie zniszczony.
W dniu 24 maja 1945 spotkał się z pierwszym prezydentem powojennego Wrocławia Bolesławem Drobnerem, tego samego dnia na zebraniu zarządu miasta powierzono mu funkcję ławnika zarządu oraz przewodniczącego komisji handlu i przemysłu. Okres powojenny był jednak dla Juszczaka i wielu innych przedwojennych wrocławian pochodzenia polskiego okresem trudnym, spotykali się oni bardzo często z niechęcią lub nawet wrogością ze strony osób przybyłych z centralnej Polski i kresów. Ze względu charakterystyczny sposób wysławiania się czy nieznajomość niektórych polskich zwyczajów, przedstawiciele wrocławskiej Polonii byli uznawani przez przybyłą do Wrocławia ludność za Niemców. Sam Juszczak przez pewien czas musiał nosić przy sobie specjalny dokument wystawiony przez jego znajomego, pracownika przedwojennego konsulatu polskiego we Wrocławiu, zaświadczający o tym że jego właściciel nie jest Niemcem.
W roku 1945 zamieszkał przy ulicy Nowej, gdzie prowadził swój kolejny zakład krawiecki. Był działaczem Polskiego Związku Zachodniego oraz Towarzystwa Rozwoju Ziem Zachodnich. W 1957 został prezesem Dolnośląskiej Izby Rzemieślniczej we Wrocławiu, funkcję tę sprawował aż do śmierci. Udzielał się także w Towarzystwie Miłośników Wrocławia. Za swoje zasługi był odznaczany m.in. Krzyżem Komandorskim i Kawalerskim Orderu Odrodzenia Polski.
Został pochowany na Cmentarzu Osobowickim. Jest patronem Szkoły Podstawowej nr 25 przy ul. Stanisławowskiej we Wrocławiu. Jego imieniem nazwano także ulice na Stabłowicach we Wrocławiu, Jeleniej Górze-Cieplicach oraz w rodzinnym Baranowie.

## Literatura
- Antkowiak Z.: Patroni ulic Wrocławia. Wrocław: Ossolineum, 1982. ISBN 83-04-00995-1. (pol.). Brak numerów stron w książce
- Orzechowski M.: Ludność polska na Dolnym Śląsku w latach 1918-1939. Wrocław: Ossolineum, 1959. (pol.). Brak numerów stron w książce
- Orzechowski M.: Szkice z dziejów Polonii wrocławskiej. Wrocław: Ossolineum, 1960. (pol.). Brak numerów stron w książce
- Zawisza A.: Franciszek Juszczak [w:] Kalendarz Wrocławski 1986. Wrocław: Towarzystwo Miłośników Wrocławia, 1985. ISBN 0449-6906. (pol.). Brak numerów stron w książce